# Swisscom Challenge 2000
Swisscom Challenge 2000 — жіночий тенісний турнір, що проходив на закритих кортах з килимовим покриттям Schluefweg у Цюриху (Швейцарія). Належав до турнірів 1-ї категорії в рамках Туру WTA 2000. Відбувсь усімнадцяте й тривав з 8 до 15 жовтня 2000 року. Мартіна Хінгіс здобула титул в одиночному розряді.

## Очки і призові

### Нарахування очок
| Дисципліна       | П   | Ф   | ПФ  | ЧФ | 1/8 | 1/16 | Q | Q3  | Q2  | Q1  |
| Одиночний розряд | 260 | 182 | 117 | 65 | 36  | 1    | 6 | 3   | 1   | 0   |
| Парний розряд    | 260 | 182 | 117 | 65 | 1   | Н/Д  | ? | Н/Д | Н/Д | Н/Д |

### Призові гроші
| Дисципліна       | П        | Ф       | ПФ      | ЧФ      | 1/8     | 1/16   | Q3     | Q2     | Q1     |
| Одиночний розряд | $166,000 | $83,000 | $41,500 | $20,500 | $13,300 | $7,800 | $3,500 | $2,200 | $1,000 |
| Парний розряд *  | $51,000  | $27,150 | $17,000 | $8,700  | $4,400  | Н/Д    | Н/Д    | Н/Д    | Н/Д    |

* на пару

## Учасниці основної сітки в одиночному розряді

### Сіяні пари
| Країна    | Гравчиня           | Рейтинг1 | Сіяна |
| --------- | ------------------ | -------- | ----- |
| Швейцарія | Мартіна Хінгіс     | 1        | 1     |
| США       | Ліндсі Девенпорт   | 2        | 2     |
| Франція   | Наталі Тозья       | 7        | 3     |
| Росія     | Анна Курнікова     | 12       | 4     |
| ПАР       | Аманда Кетцер      | 13       | 5     |
| США       | Дженніфер Капріаті | 14       | 6     |
| США       | Чанда Рубін        | 16       | 7     |
| Росія     | Олена Дементьєва   | 17       | 8     |

1 Рейтинг подано станом на 2 жовтня 2000.

### Інші учасниці
Нижче наведено учасниць, які отримали вайлдкард на участь в основній сітці:
- Еммануель Гальярді
- Ліна Красноруцька
- Магдалена Малеєва

Нижче наведено гравчинь, які пробились в основну сітку через стадію кваліфікації:
- Андреа Гласс
- Яна Кандарр
- Анастасія Мискіна
- Тетяна Панова

## Учасниці основної сітки в парному розряді

### Сіяні пари
| Країна    | Гравчиня       | Країна  | Гравчиня        | Рейтинг1 | Сіяна |
| --------- | -------------- | ------- | --------------- | -------- | ----- |
| Японія    | Ай Суґіяма     | Франція | Наталі Тозья    | 11       | 1     |
| Швейцарія | Мартіна Хінгіс | Росія   | Анна Курнікова  | 12       | 2     |
| Зімбабве  | Кара Блек      | Росія   | Олена Лиховцева | 31       | 3     |
| США       | Чанда Рубін    | Австрія | Барбара Шетт    | 37       | 4     |

1 Рейтинг подано станом на 2 жовтня 2000.

### Інші учасниці
Нижче наведено пари, які отримали вайлдкард на участь в основній сітці:
- Ліна Красноруцька /  Анастасія Мискіна

Нижче наведено пари, що пробились в основну сітку через стадію кваліфікації:
- Андреа Гласс /  Б'янка Ламаде

## Фінальна частина

### Одиночний розряд
- Мартіна Хінгіс —  Ліндсі Девенпорт, 6–4, 4–6, 7–5.[1]

Для Хінгіс це був 7-й титул в одиночному розряді за сезон і 33-й - за кар'єру.

### Парний розряд
- Мартіна Хінгіс /  Анна Курнікова —  Кімберлі По /  Анн-Гель Сідо, 6–3, 6–4.[2]

Для Хінгіс це був 31-й титул в парному розряді за кар'єру, для Курнікової - 10-й.